# 川本絢子
川本 絢子（かわもと あやこ）は、日本の女優。

## 出演作品

### 吹き替え
- グラスハウス
- 翼をください（メアリー）
- ドニー・ダーコ（グレッチェン・ロス）
- パイレーツ・オブ・カリビアン/呪われた海賊たち
- ルール3
- ワイルドシングス2（ブリトニー）